# Ânderson Miguel da Silva
Ânderson Miguel da Silva (São Paulo, 28 juli 1983) – beter bekend als Nenê – is een Braziliaans voetballer die doorgaans speelt als spits. In juli 2023 verruilde hij Vilafranquense voor AVS Futebol.

## Clubcarrière
Nenê speelde in de prille dagen van zijn carrière voor diverse kleinere clubs in Brazilië, voor hij in 2007 bij Cruzeiro terechtkwam. Die club verhuurde hem in 2008 aan Ipatinga. Het jaar erna kwam Nenê bij het Portugese Nacional terecht. Tijdens zijn debuutseizoen maakte de aanvaller twintig doelpunten, waarmee hij topscorer van de Primeira Liga werd. Onder meer tijdens thuiswedstrijden tegen Sporting CP en Benfica trof hij doel. Nenê bereikte met Nacional de halve finale van de Taça de Portugal en kwalificeerde zich met de club voor de UEFA Europa League. In juni 2009 verkaste Nenê naar Cagliari, waar hij een vierjarige verbintenis ondertekende. Hij kostte de club circa vierenhalf miljoen euro om hem aan te trekken. De Braziliaan speelde vijf seizoenen bij Cagliari, waarna hij vertrok naar Hellas Verona. Na een halfjaar werd hij voor de rest van het seizoen 2014/15 verhuurd aan Spezia. Na afloop van deze verhuurperiode werd de overgang definitief. Na twee seizoenen bij Spezia verkaste de aanvaller naar Bari, waar hij voor één seizoen tekende. Toen deze verbintenis afliep, verliet de Braziliaanse aanvaller Bari. Hierop tekende hij voor één seizoen bij Moreirense. Na zeven maanden werd zijn contract met één jaar verlengd tot medio 2020. Na in 2020 verkast te zijn naar Leixões, tekende Nenê een jaar later voor Vilafranquense. Medio 2023 fuseerde Vilafranquense tot AVS Futebol, waardoor hij in het shirt van die club kwam te spelen.